# Osterwieck
Osterwieck is een gemeente in de Duitse deelstaat Saksen-Anhalt, gelegen in de Landkreis Harz. De plaats telt 11.016 inwoners.
De plaats was van 1676 tot 1785 een commende van de Pruisische Ordre de la Générosité die feodale inkomsten genoot.

## Indeling gemeente
De gemeente bestaat uit de volgende Ortsteile:
- Berßel
- Bühne
- Dardesheim
- Deersheim
- Hessen
- Lüttgenrode
- Osterode am Fallstein
- Osterwieck
- Rhoden
- Rohrsheim
- Schauen
- Veltheim am Fallstein
- Wülperode
- Zilly

## Bouwwerken
- Sint-Stefanuskerk

## Geboren
- Margarete van Dam (1930-2015), castingdirector en artiestenmanager

Ballenstedt · 
Blankenburg (Harz) · 
Ditfurt · 
Falkenstein/Harz · 
Groß Quenstedt · 
Halberstadt · 
Harsleben · 
Harzgerode · 
Hedersleben · 
Huy · 
Ilsenburg (Harz) · 
Nordharz · 
Oberharz am Brocken · 
Osterwieck · 
Quedlinburg · 
Schwanebeck · 
Selke-Aue · 
Thale · 
Wegeleben · 
Wernigerode